# Parasynegia defixaria
Parasynegia defixaria là một loài bướm đêm trong họ Geometridae.